# قورباغه هزارتو
قورباغه هزارتو (نام علمی: Leptodactylus labyrinthicus) نام یک گونه از تیره قورباغه‌های جنوبی است.